# Fox Movie Channel
FX Movie Channel (zwykle nazywany FXM) – amerykański, filmowy kanał telewizyjny. Wystartował 31 października 1994 roku. Właścicielem jest 21st Century Fox. W styczniu 2011 roku kanał był dostępny dla ponad 35 milionów widzów w Stanach Zjednoczonych.
Do 1 marca 2000 roku nosił nazwę fXM. Następnie zmienił nazwę na Fox Movie Channel, która obowiązywała do 27 marca 2013. 
Kanał dostępny jest za pośrednictwem platformy cyfrowej Dish Network na kanale 133 oraz za pośrednictwem operatora kablowego Verizon FiOS na kanale 232.
Stacja ta emituje przeważnie filmy z wytwórni 20th Century Fox. Starsze filmy zazwyczaj są powtarzane w ciągu dnia, a te nowsze emitowane są w czasie prime time. Kanał emituje także program, w którym różne osoby komentują jakiś film.